# Filibert (margrabia Baden-Baden)
Filibert (ur. 22 stycznia 1536 r., zm. 3 października 1569 r.) – margrabia Baden-Baden od 1536 r. z dynastii Zähringen.

## Życiorys
Filibert był starszym z dwóch synów margrabiego Baden-Baden Bernarda III i Franciszki, córki Karola I z bocznej linii dynastii luksemburskiej. Urodził się pięć miesięcy przed śmiercią swego ojca. W okresie niepełnoletności rządy w jego imieniu sprawowali wspólnie palatyn Simmern Jan II Wittelsbach, hrabia Ebersteinu Wilhelm i księcia Bawarii Wilhelm IV Wittelsbach (mąż Marii Jakobiny, córki stryja Filiberta, Filipa I). Pretensje do opieki zgłaszał też drugi stryj Filiberta, Ernest, z którym toczono liczne spory. Wilhelm IV wykorzystał swoją rolę, aby zdławić luteranizm rozwijający się w Baden-Baden za rządów Bernarda III i wychować Filiberta w duchu katolickim. 
W 1557 r. Filibert objął samodzielne rządy. Zawarł ze swoim młodszym bratem Krzysztofem układ, na mocy którego ten ostatni otrzymał posiadłości badeńskie w rejonie Luksemburga z tytułem margrabiego Badenii-Rodemachern. Układ ten był jednak przyczyną licznych sporów między braćmi. Filibert także, mimo katolickiego wychowania, rozpoczął stopniowo wprowadzać w swoim księstwie luteranizm. Jednak z uwagi na bliskie stosunku z katolicką Bawarią, kroki te były dość ograniczone, a po śmierci Filiberta proces ten został całkowicie zatrzymany.
W roku objęcia samodzielnych rządów Filibert poślubił Matyldę, córkę swego opiekuna Wilhelma IV. Z tego małżeństwa pochodziło pięcioro dzieci:
- Jakobea (1558–1597), żona księcia Jülich, Kleve i Bergu Jana Wilhelma,
- Filip II (1559–1588), następca ojca jako margrabia Baden-Baden,
- Anna Maria (1562–1583), od 1578 żona Wilhelma z Rosenbergu[1]
- Maria Salomea (1563–1600), żona Jerzego Ludwika, landgrafa Leuchtenbergu,
- nn (ur. i zm. 1565).

Dwa dni po urodzinach swego ostatniego dziecka, które nie przeżyło, zmarła także Matylda.
W 1566 r. Filibert wziął udział w walkach armii cesarskiej przeciwko Turkom na Węgrzech, w kolejnym roku wsparł wojska palatyna reńskiego Fryderyka III Wittelsbacha walczące po stronie hugenotów. W 1568 r. Filibert został zwerbowany na służbę króla Francji Karola IX. W tej służbie, w kolejnym roku, podczas walk z hugenotami zginął w bitwie pod Moncontour.